# Goldenes Rössl

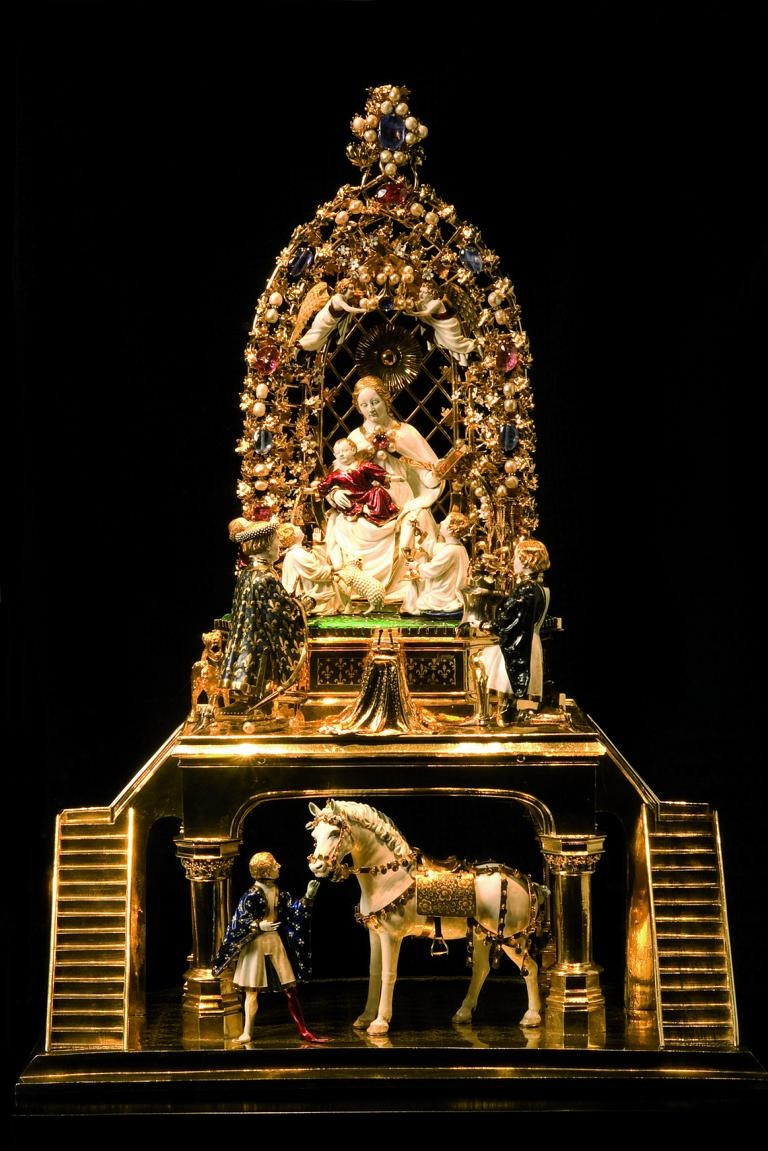
Le Goldenes Rössl ou Cheval d'or commandé par Isabeau de Bavière pour Charles VI

Le Goldenes Rössl (ou Cheval d'or en allemand), aussi désigné en français comme La Vierge à l'Enfant en un jardin en manière de treilles, est un chef-d'œuvre de l'orfèvrerie parisienne du tout début du XVe siècle.

## Historique
Cette pièce fut commandée par Isabeau de Bavière pour son époux Charles VI, et offert au roi en cadeau d'étrennes le 1er janvier 1405. Elle fut néanmoins mise en gage par le roi quelques mois plus tard auprès de son beau-frère le duc Louis de Bavière : le joyau fut alors donné à l'église Sainte-Marie d'Ingolstadt, puis, en 1509, transféré au trésor de la collégiale Saint-Philippe-et-Saint-Jacques d'Altötting, où il est demeuré. Le Goldenes Rössl fut présenté au musée du Louvre du 24 mars au 12 juillet 2004 pour l'exposition Paris 1400, les arts sous Charles VI.

## Description
L'œuvre, d'une hauteur de 62 cm, d'une largeur de 45 cm et d'une épaisseur de 27 cm, est une composition pyramidale à caractère religieux, centrée sur une Vierge en majesté portant sur ses genoux l'Enfant Jésus. Elle se développe en une progression allant du monde profane à des motifs célestes.
La scène principale se situe sur un plateau porté par quatre épaisses colonnes, auquel on accède de part et d'autre par deux escaliers étroits, formés chacun de deux volées de marches perpendiculaires séparées par un palier. La Vierge, vêtue d'un manteau blanc à revers d'or, est assise sur une chaise curule placée sur une estrade, surmontée d'une treille où fruits et fleurs sont rendus par une profusion de saphirs, rubis et perles, et dans laquelle deux anges soutiennent une couronne. Devant Marie, et au même niveau, sont agenouillés saint Jean-Baptiste et saint Jean l'Évangéliste, l'un tenant un calice d'or et l'autre jouant avec un mouton ; sainte Catherine, vêtue comme l'Enfant Jésus d'une tunique rouge, tend une palme d'or à ce dernier qui étire le bras pour la saisir. Le roi Charles VI, en armure et couvert d'une courte houppelande bleue semée de lys d'or, est en prière au pied de cette estrade, agenouillé sur un coussin devant un prie-dieu et de profil par rapport au spectateur. Son maréchal se tient dans une position similaire à celle du roi, face à lui, du côté droit et porte son heaume couronné. Tous les personnages de cette scène ont leur regard tourné vers la Vierge et l'Enfant. Au niveau inférieur, un palefrenier approche sa main d'un cheval richement harnaché, duquel l'œuvre prend son nom. 
L'architecture est traitée en or, les visages des personnages, leurs vêtements, le cheval et le mouton en or émaillé, les armures et quelques éléments en argent. L'émail blanc sur ronde-bosse d'or est caractéristique de l'orfèvrerie parisienne du tournant des XIVe et XVe siècles, époque de son apogée. La richesse de la représentation, le réalisme avec lequel sont traités les personnages et les animaux, sont exceptionnels.